# 사마옹
사마 옹(司馬顒, ? ~ 306년) 중국 서진의 황족으로 자는 문재(文載)이다.

## 행적
조위의 충신 사마부의 손자이자 사마염의 재종형이며 사마충의 재당숙.
태원왕이었다가 277년 8월 21일에 하간왕이 되었으며, 처음에 사마염이 석함이라는 제도를 만들 때 황제에게 아주 가까운 사람이 아니면 관중 지역을 진수할 수 없다고 했다.
299년, 진서장군이 되어 관중을 지키게 되었는데, 사마옹은 재물을 가볍게 보고 재주 있는 인사들을 아꼈으므로 조정에서는 그를 현명한 사람이라 생각했으므로 그를 채용했다.
301년, 제왕 사마영이 여러 왕들에게 격문을 돌려 조왕 사마륜을 토벌하려고 할 때 처음에는 사마륜을 도우려고 해서 안서참군 하후석이 사마경에게 호응하려는 것을 알고 진무장군 장방을 파견해 하후석과 그 무리를 사로잡아 허리를 베었으며, 사마경의 격문이 도착하자 사신을 잡아 보내면서 장방에게 사마륜을 돕게 했다.
그러나 장방이 화음에 이를 때 사마옹은 사마경과 성도왕 사마영의 군사가 강하다는 소식을 듣고 장방을 불러 돌아오게 해 두 왕에게 가담했으며, 3월에 사마경, 사마영, 장사왕 사마예 등과 연합해 사마륜을 축출하고 사마륜이 죽게 되자 21일에 시중, 태위에 임명되었다.
302년, 독호 아박을 파견해 이특을 토벌하게 했지만 패했고 허웅을 양주자사로 삼았으며, 장사 이함이 사마경을 토벌해야 한다고 하자 이를 따르면서 사마경의 죄상과 함께 성도왕 사마영에게 사마경을 대신해 정치를 보필하기를 청하는 표문을 올리고 군사를 일으켜 사마영과 연합했다.
303년, 나상과 이특이 익주에서 싸우고 있을 때 조정에서 시중 유침을 파견해 나상과 양주자사 허웅의 군사를 통제하도록 했는데, 유침이 장안에 도착하자 그 곳에 머무르게 하면서 군사로 삼고 석원을 파견해 유침을 대신하게 했다.
같은 해에 의양의 만족인 장창이 반란을 일으키자 조정에서 유침을 파견해 주병 1만 명과 함께 정서장군부의 군사 5천 명을 거느리고 남전관으로 가서 장창을 토벌하라고 했지만 이 조서를 받들지 않았으며, 유침이 스스로 병사를 거느리고 남전관에 도착하자 압박해서 그 무리들을 탈취했다.
이함이 장사왕 사마예의 참군인 황보상을 제거해야 한다면서 표문을 올려 황보상의 형인 진주자사 황보중을 내직으로 옮기게 했다가 황보상이 장안을 지나는 것을 이용해 붙잡아야 한다고 했는데, 황보중이 이를 알고 격문을 상서성에 올렸다가 농상의 군사를 발동해 이함을 토벌했다.
사마예가 사자를 파견해 조서를 내려 황보중에게 군사 행동을 철폐하게 하면서 이함을 하남윤으로 삼았고 황보중이 조서를 받들지 않자 사마옹은 금성태수 유해, 농서태수 한치 등을 파견해 네 군의 군사를 합해서 그를 공격하게 했으며, 비밀리에 이함, 시중 풍손, 중서령 변수에게 사마예를 모의해 죽이게 했다. 그러나 황보상이 이 사실을 사마예에게 알리면서 이함, 풍손, 변수가 잡혀 죽는 바람에 실패했으며, 이함 등이 죽었다는 보고를 받고 군사를 일으켰다.
8월에 사마영과 함께 사마예는 공로를 처리하는 일이 불공평했다면서 우복양 양현지, 좌장군 황보상과 함께 정치를 농단해 충성스럽고 선량한 사람을 살해했다면서 두 사람의 목을 베고 사마예를 봉국으로 돌아가게 하라는 표문을 올렸으며, 장방을 도독으로 삼아 군사 7만 명을 거느리고 함곡관의 동쪽에서 낙양으로 달려가게 했다. 사마예가 장방을 격파해 물러나게 했으며, 사마예는 황보상을 파견해 몰래 샛길을 통해 사마충이 손수 쓴 조서를 품고 가게 했다.
황보상은 유해 등에게 명령을 내려 황보중에 대한 공격을 중지시키도록 하려고 했으며, 샛길을 통해 갔지만 신평에 이르렀다가 평소에 그를 증오하던 5촌 생질이 사마옹에게 고하자 사마옹은 황보상을 체포해 죽였다.
304년 1월, 장방이 낙양으로 들어가 사마예를 잡아 죽일 때 사마옹은 정에 군사를 머물게 하면서 동쪽의 군사들을 격려하다가 유침의 군사가 일어났다는 소식을 듣고 위성으로 돌아갔으며, 독호 우기를 파견해 호지에서 맞서 싸우게 했다가 우기가 패하자 물러나 장안으로 들어가 장방을 불렀고 유침이 위수를 건너서 진을 치고 싸우자 거듭 패했다.
유침의 군사와 싸운 끝에 유침을 붙잡자 채찍으로 쳤다가 허리를 베었으며, 신평태수 장광이 자주 유침을 위해 계획을 세운 것을 알고 붙잡았다가 자신같이 비천한 사람의 계책을 채용하지 않아 대왕께서 오늘날과 같은 날을 가지게 되었습니다.라고 하자 사마옹은 그를 장하다고 여겨 환영하는 연회를 가지면서 우위사마로 삼았다.
3월, 표문을 올려 승상 사마영을 태제로 삼으라고 요청하고 11일에 사마옹은 태재, 대도독, 옹주목이 되었으며, 사공 사마월이 태제 사마영을 토벌하게 되자 사마옹은 우장군이자 풍익태수 장방을 파견해 군사 2만 명을 거느리고 그를 구원하게 했다.
그러나 사마충이 이미 업성에 들어갔다는 소식을 듣고 그 기회를 이용해 장방에게 낙양을 지키라고 명령했으며, 예장왕 사마치가 황태제가 되어 사마영은 낙양에 있는 것이 위험하다고 판단해 성도왕의 자격으로 사저에 돌아갔고 자기의 관속과 보병, 기병 3만 명을 인솔해 패상에서 사마충을 배알했고 내외의 여러 군사에 관한 일을 감독하게 되었다.
305년, 산동에서 사마영의 장수로 있던 공사번이 사마영을 위해 군사를 일으키자 조서를 발표해 동해왕 사마월 등에게 각기의 봉국으로 가게 했지만 사마월이 이를 거부했으며, 유여가 범양왕 사마효를 협박한 일이 보고되면서 군사들을 파견했다.
10월 18일, 성도왕 사마영에게 장군 유포, 전(前) 거기장군 석초에게는 북중랑장 왕천 등을 거느리고 하교에 진을 치게 해 유교의 뒤를 이어주면서 유교는 진동장군으로 올려주고 가절을 줬으며, 같은 해에 진민이 강동 지역에서 반란을 일으키자 장광을 순양태수로 삼아 보병과 기병 5천 명을 인솔해 형주로 가서 진민을 토벌하게 했다.
306년, 사마월이 묘파, 묘윤 형제를 파견해 장안에서 낙양으로 사마충을 돌아오게 하면서 섬현을 기준으로 백작이 되자고 약속했으며, 평소에 묘파 형제를 중히 여겨 그 의견대로 하고자 했지만 장방이 다른 사람에게 통제를 받으려는 것이냐고 하자 중지했다.
이후 유교가 패전하자 두려워서 군사 행동을 그만두고 황제를 끼고 있는 사마월과 화해하려고 했다가 장방이 따르지 않을까 걱정해 결정하지 못하다가 참군 필원이 장안에 사는 부자 질보가 장방의 꾀를 모두 알고 있다고 했으며, 사마옹이 필원을 시켜 질보를 불렀다.
필원이 장방에게 모욕당한 일이 있어서 질보에게 왕이 물어보면 무조건 그렇다라고 대답하시오.라고 했으며, 사마옹이 질보가 온 것을 보고 장방이 반란을 할 것과 질보를 파견해 잡을 수 있냐고 질문해 모두 그렇다고 하자 질보를 시켜 장방을 죽였다.
사마옹은 질보를 안정태수로 삼고 장방의 머리를 사마월에게 보내 화의할 것을 청했지만 사마월이 허락하지 않았으며, 4월 13일에 장방이 죽었다는 소식을 듣고 함곡관으로 들어오자 사마옹은 후회하면서 질보의 목을 베었다.
이후 홍농태수 팽수, 북지태수 조묵 등에게 파견해 기홍 등을 호에서 막게 했으며, 5월 7일에 기홍이 팽수, 조묵을 격파하고 이어서 마첨, 곽위 등을 패수에서 패퇴시키자 혼자서 도망가 태백산으로 들어갔으며, 마첨이 장안에 들어가서 양유를 죽이자 마첨, 시평태수 양매에게 남산에서 영접받았다.
그러나 홍농태수 배이, 진국의 내사 가감, 안정태수 가필 등이 군사를 일으켜 마첨, 양매 등을 죽이고 사마월이 독호 미황을 정으로 파견하자 평북장군 견수를 풍익에 주둔하게 했으며, 결국 장사 양등이 거짓으로 사마옹의 명령이라 해 견수의 군사 활동을 멈추게 했다가 그를 죽이니 관중 지역의 대부분은 사마월에게 귀부하면서 사마옹은 장안만 보존하게 되었다.
12월, 사마월이 천거하자 사도가 되었고 남양왕 사마모가 그의 장수 양신)을 파견해 신안에서 맞이하게 해 죽이도록 했는데, 사마옹은 수레에서 내렸다가 양신이 손으로 목을 조르자 이내 죽고 만다.